# Pyramica loveridgei
Pyramica loveridgei är en myrart som först beskrevs av Brown 1953.  Pyramica loveridgei ingår i släktet Pyramica och familjen myror. Inga underarter finns listade i Catalogue of Life.